# 茶巾ズシ
茶巾ズシ（茶巾ずし、茶巾すし）は、スカートを捲り上げて裾を縛る遊び、あるいは悪ふざけ、いじめ方。茶巾絞り（茶巾しぼり）、茶巾、茶巾むしとも呼ばれる。

## 概要
捲りあげたスカートを持ち上げて頭で縛り、上半身（手・腕）の自由を奪い、視覚確認のままならない状態で身体的危害をくわえる。
田中雄二によると、スカートを頭のところでしばる姿が茶巾寿司そっくりなのでこう呼ばれているらしい、という。また、大抵はトイレ辺りでこの茶巾をやられ、腹のあたりをモップか何かでやられる、という。
山崎森によると、スカートめくり、タッチ、ノゾキ、解剖、オカマ、半ストなどと同様に、性産業から取り入れた性的いじめであり、性の自由化、商品化に伴う性風俗・文化の影響と考えられる、という。